# Orchard (stacja metra)
Orchard – stacja podziemna Mass Rapid Transit (MRT) na North South Line w Singapurze. Stacja znajduje się na Orchard Road. 
W pobliżu stacji metra znajduje się Ambasada RP w Singapurze.